# Mazzino Merlini
Mazzino Merlini (Peccioli, 15 aprile 1900 – Sant'Ilario d'Enza, 16 febbraio 1976) è stato un calciatore italiano, di ruolo attaccante.

## Carriera
Sfiorò lo scudetto con il Pisa nella Prima Categoria 1920-1921 disputando 18 partite e segnando 9 reti.
In seguito, dopo aver giocato con il Livorno nella stagione 1921-1922, militò nella Libertas Firenze e nell'Andrea Doria, e con la Sampierdarenese disputò 10 gare segnando 3 reti nel campionato di Prima Divisione 1924-1925.
Successivamente militò nel Derthona, Corniglianese e nella Carrarese.